# Jean Sorel
Jean Sorel, vlastním jménem Jean Marquis de Combault-Roquebrune (* 25. září 1934 Marseille) je francouzský herec, který vedle francouzských filmů spolupracoval také na italských a španělských projektech s režiséry, jakými byli Luis Buñuel nebo Luchino Visconti. Nejaktivnější období zaznamenal v 60. až 80. letech. Od roku 1980 se objevoval především v televizních produkcích.
V roce 1965 si zahrál po boku Giny Lollobrigidy v komedii Le Bambole, následující rok s Claudií Cardinalovou v dalším komediálním snímku Královny a roku 1967 s Catherine Deneuve v surrealistickém dramatu Kráska dne.
Narodil se v roce 1934 do šlechtické rodiny důstojníka Guy de Combaud Roquebrunea. Otec padl ve druhé světové válce roku 1944 během bojů o francouzské město Sennecey-le-Grand, když velel paradesantní jednotce britských speciálních sil Special Air Service.
V roce 1962 se oženil s italskou herečkou Annou Marií Ferrerovou (nar. 1934), která následně opustila hereckou dráhu. Společně žijí v Paříži a Římě.

## Herecká filmografie
- 2008 – Poslední Pulcinella
- 2004 – I Colori della vita (televizní film)
- 2004 – Tout va bien c'est Noël! (televizní film)
- 1998 – À nous deux la vie (televizní film)
- 1997 – Mamma per caso (seriál)
- 1997 – Ohnivá poušť (seriál)
- 1997 – Tam, kde vychází slunce (seriál)
- 1995 – Butterfly (seriál)
- 1995 – Laura (televizní film)
- 1994 – Les Yeux d'Hélène (seriál)
- 1993– Una Madre come tu (seriál)
- 1993 – Prigioniera di una vendetta (seriál)
- 1993 – La Scalata (seriál)
- 1993 – Síla lásky (televizní film)
- 1992 – Les Coeurs brulés (seriál)
- 1991 – Ďáblovo pokušení
- 1991 – Miliardi
- 1989 – Casablanca Express
- 1988 – Le Clan (seriál)
- 1988 – Le Crépuscule des loups (televizní film)
- 1987 – Il Burbero
- 1986 – Rosa la rose, fille publique
- 1985 – Aspern
- 1985 – L' Herbe rouge (televizní film)
- 1983 – Na příkaz krále (televizní film)
- 1982 – Bonnie a Clyde po italsku
- 1982 – Le Cercle fermé (televizní film)
- 1982 – La Démobilisation générale (televizní film)
- 1981 – Les Ailes de la colombe
- 1981 – Aimée
- 1981 – Quatre femmes, quatre vies: La belle alliance (televizní film)
- 1981 – Une mère russe (televizní film)
- 1980 – La Naissance du jour (televizní film)
- 1979 – Sestry Brontëovy
- 1978 – Der Mann im Schilf
- 1978 – Švýcarská aféra
- 1977 – Les Enfants du placard
- 1976 – La Muerte ronda a Mónica
- 1975 – Une vieille maîtresse (televizní film)
- 1974 – La Profanazione
- 1973 – Una Gota de sangre para morir amando
- 1973 – Policie se dívá
- 1973 – Den Šakala
- 1973 – Trader Horn
- 1972 – Mil millones para una rubia
- 1971 – La Controfigura
- 1971 – La Corta notte delle bambole di vetro
- 1971 – Una Lucertola con la pelle di donna
- 1971 – El Ojo del huracán
- 1970 – No desearás al vecino del quinto
- 1970 – Paranoia
- 1970 – Uccidete il vitello grasso e arrostitelo
- 1969 – L' Amica
- 1969 – Model Shop
- 1969 – Una sull'altra
- 1968 – Adélaïde
- 1968 – Il Dolce corpo di Deborah
- 1968 – L' Età del malessere
- 1968 – I Protagonisti
- 1968 – Una Ragazza piuttosto complicata
- 1967 – Fai in fretta ad uccidermi... ho freddo!
- 1967 – Kráska dne
- 1966 – Královny
- 1966 – L' Ombrellone
- 1966 – L' Uomo che ride
- 1965 – Le Bambole
- 1965 – Hvězdy Velkého vozu
- 1965 – Made in Italy
- 1964 – Amori pericolosi
- 1964 – De l'amour
- 1964 – La Ronde
- 1963 – Germinal
- 1963 – Hipnosis
- 1963 – Chair de poule
- 1963 – Un Marito in condominio
- 1962 – Čtyři neapolské dny
- 1962 – Ïl Disordine
- 1962 – Julia, Du bist zauberhaft
- 1962 – Pohled z mostu
- 1961 – Amélie ou le temps d'aimer
- 1961 – L' Oro di Roma
- 1961 – Vive Henri IV... vive l'amour!
- 1960 – I Dolci inganni
- 1960 – La Giornata balorda
- 1960 – Les Lionceaux
- 1959 – J'irai cracher sur vos tombes